# Humanum genus
Humanum Genus je papeška okrožnica, ki jo je napisal papež Leon XIII. 20. aprila 1884. V slovenščini je okrožnica izšla pod naslovom Okrožnica Njih Svetosti papeža Leona XIII. o družbi framasonski (COBISS). Po delih je izšla tudi v časniku Slovenec.
V okrožnici je papež naznanil, da je 19. stoletje nevarno obdobje za kristjane, in izrazil obsodbo prostozidarstva, tajnih družb kot takih in nekaterih drugih prepričanj in idej, med drugim naturalizem, suverenost ljudstva, ločitev države in cerkve (sekularizem) in jeffersonizem. Nekatera določila okrožnice veljajo še danes.